# Campeonato Mundial Feminino de Xadrez de 1930

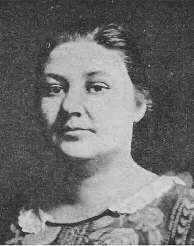
Foto de Vera Menchik, a vencedora do campeonato

O Campeonato Mundial Feminino de Xadrez de 1930 foi a segunda edição da competição organizada pela FIDE, realizada em Hamburgo conjuntamente a terceira edição das Olimpíadas de xadrez. A vencedora foi novamente Vera Menchik.

## Tabela de resultados[5]
| # | Jogador               | 1   | 2   | 3   | 4   | 5   | Total |
| - | --------------------- | --- | --- | --- | --- | --- | ----- |
| 1 | TCH Vera Menchik      | xx  | ½ 1 | 0 1 | 11  | 1 1 | 6½    |
| 2 | AUT Paula Wolf-Kalmar | ½ 0 | xx  | 1 0 | 1 1 | 1 1 | 5½    |
| 3 | GER W Henschel        | 1 0 | 0 1 | xx  | 1 1 | 0 ½ | 4½    |
| 4 | SWE Katarina Beskow   | 0 0 | 0 0 | 0 0 | xx  | 1 1 | 2     |
| 5 | ENG Agnes Stevenson   | 0 0 | 0 0 | 1 ½ | 0 0 | xx  | 1½    |